# Sals socken

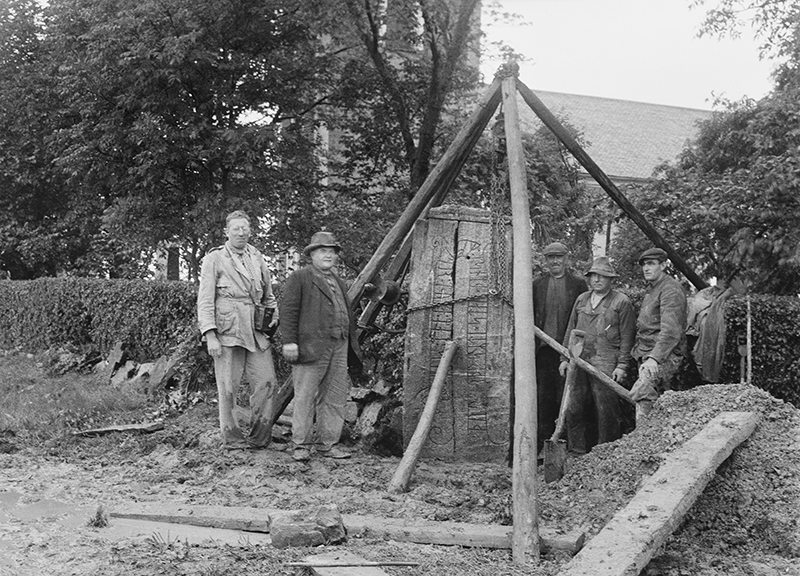
Runstenen VG 104 Sal vid Sals kyrkogård under restaureringen 1936. Inskriften lyder: Torgård (eller Torgärd) satte denna sten efter Toke, sin frände.

Sals socken i Västergötland ingick i Åse härad, ingår sedan 1971 i Grästorps kommun och motsvarar från 2016 Sals distrikt.
Socknens areal är 9,53 kvadratkilometer varav 9,40 land. År 2000 fanns här 146 invånare.  Sockenkyrkan Sals kyrka ligger i socknen.   

## Administrativ historik
Socknen har medeltida ursprung. 
Vid kommunreformen 1862 övergick socknens ansvar för de kyrkliga frågorna till Sals församling och för de borgerliga frågorna bildades Sals landskommun. Landskommunen uppgick 1952 i Grästorps landskommun som 1971 ombildades till Grästorps kommun Församlingen uppgick 2002 i Flo församling.
1 januari 2016 inrättades distriktet Sal, med samma omfattning som församlingen hade 1999/2000.  
Socknen har tillhört län, fögderier, tingslag och domsagor enligt vad som beskrivs i artikeln Åse härad. De indelta soldaterna tillhörde Västgöta-Dals regemente, Livkompaniet.

## Geografi
Sals socken ligger öster om Trollhättan väster om Nossans mynning i Vänerviken Dättern. Socknen är en uppodlad slättbygd.

## Fornlämningar
Sex boplatser från stenåldern är funna. En runsten har påträffats.

## Namnet
Namnet skrevs 1397 Saal och kommer kyrkbyn och innehåller sal, 'byggnad med ett rum; tillfällig bostad, härbärge'.